# Chiesa di Santa Maria della Carità (Bologna)
La chiesa di Santa Maria della Carità è un edificio di culto cattolico situato in via San Felice, nel centro di Bologna. La chiesa è sede dell'omonima parrocchia del vicariato di Bologna Centro dell'arcidiocesi di Bologna.

## Storia
Fu costruita nel 1583 su progetto di Pietro Fiorini su un preesistente oratorio annesso ad un ospizio per viandanti. Nel 1680 fu ingrandita dall'architetto bolognese Giovanni Battista Bergonzoni che vi aggiunse quattro cappelle laterali.
Durante la seconda guerra mondiale le campane furono requisite. Vennero in seguito sostituite con quelle fuse dalla fonderia Donato Bastanzetti di Arezzo nel 1954. Le stesse sono state restaurate nel 2012.

## Descrizione

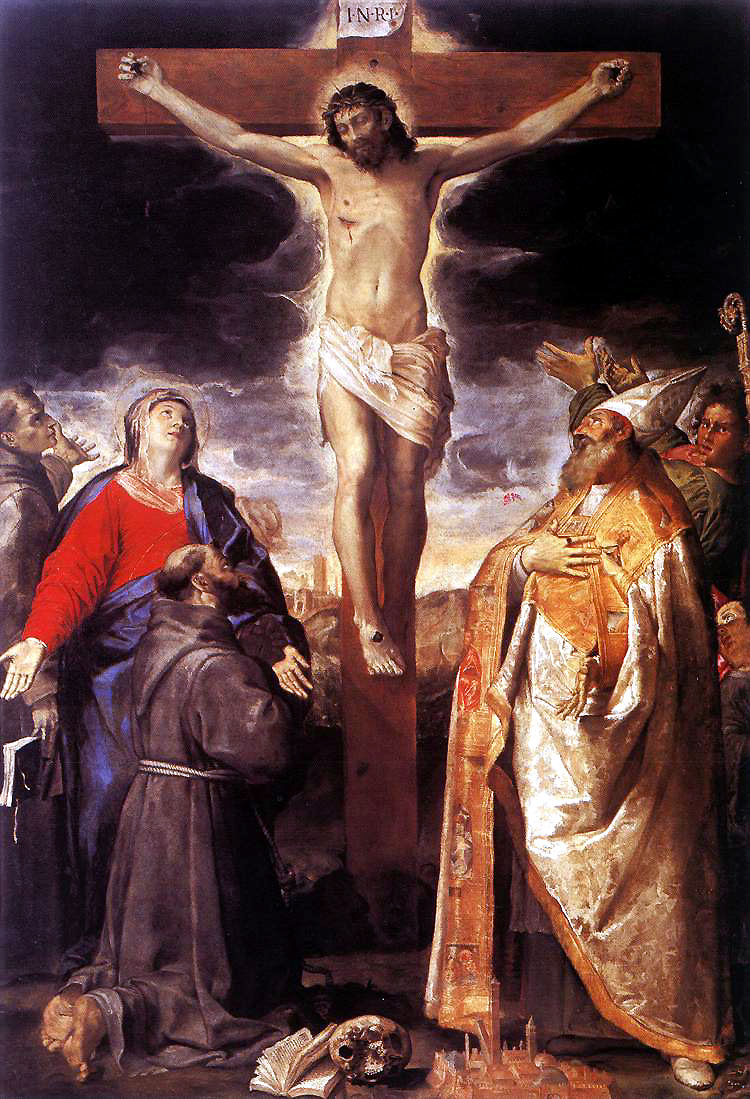
La Crocifissione di Annibale Carracci

L'interno, a navata unica, presenta alcune importanti tele come la Crocifissione, opera giovanile di Annibale Carracci nella prima cappella a sinistra, la Sacra Famiglia Sant'Antonio da Padova di Felice Cignani del 1680 nella terza cappella a sinistra, la Visitazione del Galanino nella prima cappella a destra e Visione di Sant'Elisabetta di Marcantonio Franceschini del 1685 nella terza cappella a destra.
Il campanile, a pianta rettangolare con tetto a quattro falde, ospita un concerto di 4 campane in tonalità Lab3 maggiore (Lab3-Sib3-Do4-Mib4) fuso dalla fonderia Donato Bastanzetti di Arezzo. Il castello" di sostegno delle campane è in legno, così come i tradizionali "ceppi" tipici del sistema di suono "alla bolognese". Tutti e quattro i bronzi sono dotati di impianto di elettrificazione "a catene" per il suono a distesa per l'annuncio delle funzioni. Nel 2012, dopo anni di trascuratezza e di malfunzionamento, il concerto è stato oggetto di un intervento di restauro generale che, con sapienti e mirati accorgimenti, ha restituito la possibilità (accanto al suono elettrico) del suono manuale dei bronzi secondo la tecnica del "doppio" alla bolognese, con la possibilità di isolare temporaneamente l'impianto elettrico (potendo facilmente sganciare le catene dalle rispettive ruote) per essere suonate dai campanari, il che avviene nelle principali solennità e negli eventi più significativi della parrocchia.
Sopra alla facciata della chiesa, collegate al quadrante dell'orologio, si trovano poi due piccole campane (montate fisse su un'apposita intelaiatura in ferro, e percosse internamente da appositi martelli) che scandiscono il suono delle ore e delle mezz'ore dalle 7 del mattino alle 23:30, con esclusione nelle ore notturne per rispettare il riposo dei residenti.